# Вальтер Ліхель
Вальтер Ліхель (нім. Walter Lichel; 1 травня 1885 — 10 грудня 1969) — німецький воєначальник, генерал піхоти вермахту. Кавалер Лицарського хреста Залізного хреста.

## Біографія
1 листопада 1903 року вступив в Прусську армію. Учасник Першої світової війни. Після демобілізації армії залишений в рейхсвері. З 10 листопада 1938 по 1 жовтня 1940 року — командир 3-ї піхотної дивізії. Учасник Польської кампанії. З 5 жовтня 1940 року — командир 123-ї піхотної дивізії. Учасник Німецько-радянської війни. З 5 серпня 1941 по 31 серпня 1944 року перебував на лікуванні. З 1 листопада 1944 по 16 квітня 1945 року — командувач 11-м військовим округом.

## Нагороди
- Залізний хрест 2-го і 1-го класу
- Королівський орден дому Гогенцоллернів, лицарський хрест з мечами
- Нагрудний знак «За поранення» в чорному
- Почесний хрест ветерана війни з мечами
- Медаль «За вислугу років у Вермахті» 4-го, 3-го, 2-го і 1-го класу (25 років)
- Застібка до Залізного хреста 2-го і 1-го класу
- Нагрудний знак «За танкову атаку» в бронзі
- Лицарський хрест Залізного хреста (18 вересня 1941)